# Gianantonio Davia
Gianantonio Davia (ur. 13 października 1660 w Bolonii, zm. 11 stycznia 1740 w Rzymie) – włoski kardynał.

## Życiorys
Urodził się 13 października 1660 roku w Bolonii, jako syn Giovanniego Battisty Davii i Porzii Ghislieri. Pobierał nauki na Uniwersytecie Bolońskim, gdzie studiował filozofię, a w Turynie uzyskał stopień doktora utroque iure. W połowie lat 80. XVII wieku przybył do Rzymu, na prośbę Innocentego XI, wstąpił do stanu duchownego i w 1687 roku został internuncjuszem w Niderlandach Południowych. 21 czerwca 1690 roku został mianowany tytularnym arcybiskupem Teb, otrzymując dyspensę z powodu nieosiągnięcia kanonicznego wieku 30 lat. 6 lipca został asystentem Tronu Papieskiego, a 8 sierpnia nuncjuszem w Królestwie Niemieckim. 10 września przyjął sakrę biskupią, a miesiąc później zrezygnował z nuncjatury w Niderlandach. Wiosną 1696 roku został powołany na reprezentanta Stolicy Piotrowej w Polsce i zrezygnował z funkcji nuncjusza w Królestwie Niemiec. Dwa lata później został arcybiskupem ad personam Rimini. 
Wraz z ambasadorem cesarskim Johannem Philippem Lambergiem przeprowadził egzamin z wiary katolickiej dla Fryderyka Augusta I (późniejszego Augusta II Mocnego), elektora saskiego z dynastii Wettynów, podczas konwersji tego władcy na katolicyzm, dopełnionej 2 czerwca 1697 w zamku Rauhenstein w Baden pod Wiedniem w ramach starań o tron Rzeczypospolitej Obojga Narodów. Wystawione przez niego zaświadczenie o konwersji zostało następnie rozrzucone w licznych egzemplarzach na polu elekcyjnym na Woli celem pozyskania sympatii polskiej szlachty katolickiej.
W kwietniu 1700 roku został przedstawicielem Stolicy Apostolskiej przy cesarzu, jednakże pod śmierci Leopolda I w 1705 roku, Davia został wydalony z Wiednia, przez następnego władcę – Józefa I. 18 maja 1712 roku został kreowany kardynałem prezbiterem i otrzymał kościół tytularny San Callisto. W drugiej dekadzie XVIII wieku pełnił rolę legata w Urbino i Romanii. W 1726 roku zrezygnował z diecezji Rimini, a rok później został prefektem Kongregacji Indeksu, którym pozostał do śmierci. Pełnił rolę protektora zakonu cystersów, a ponadto kilkakrotnie był niesłusznie pomawiany o sprzyjanie jansenistom. W latach 1737–1740 był protoprezbiterem. Zmarł 11 stycznia 1740 roku w Rzymie.